# Ady Lajos
Diósadi Ady Lajos, írói álnevein: Al, Bence, Nagy János, ys (Érmindszent, 1881. január 29. – Budapest, 1940. április 18.) magyar irodalomtörténeti és pedagógiai író, főgimnáziumi tanár, tankerületi főigazgató, Ady Endre öccse.

## Élete
Egyetemi tanulmányait Kolozsvárott fejezte be magyar-latin szakon, ezután Zilahon, 1909-től Budapesten lett tanár. 1919 februárjától a debreceni tankerület főigazgatója volt, ahonnan 1935-ben a fővárosi tankerületi főigazgatóságra helyezték át. Ady Endre című, 1923-ban megjelent kötete az Ady-kutatás egyik fontos forrása, azonban bátyja világnézetétől eltérnek, és bizonyos elfogultságot tükröznek.  Ady Endre Márkó király c. művét 1923-ban  tette közzé,  Párizsi noteszkönyvét 1924-ben. Több tankönyvet, ifjúsági irodalmi kiadványt szerkesztett vagy írt ezekhez előszót. Délibábos nyelvészettel is foglalkozott, az Ady családnevet Ond vezér nevéből próbálta levezetni.
Bátyjával, Endrével és édesanyjukkal közös sírjuk a Fiumei úti sírkertben található. 

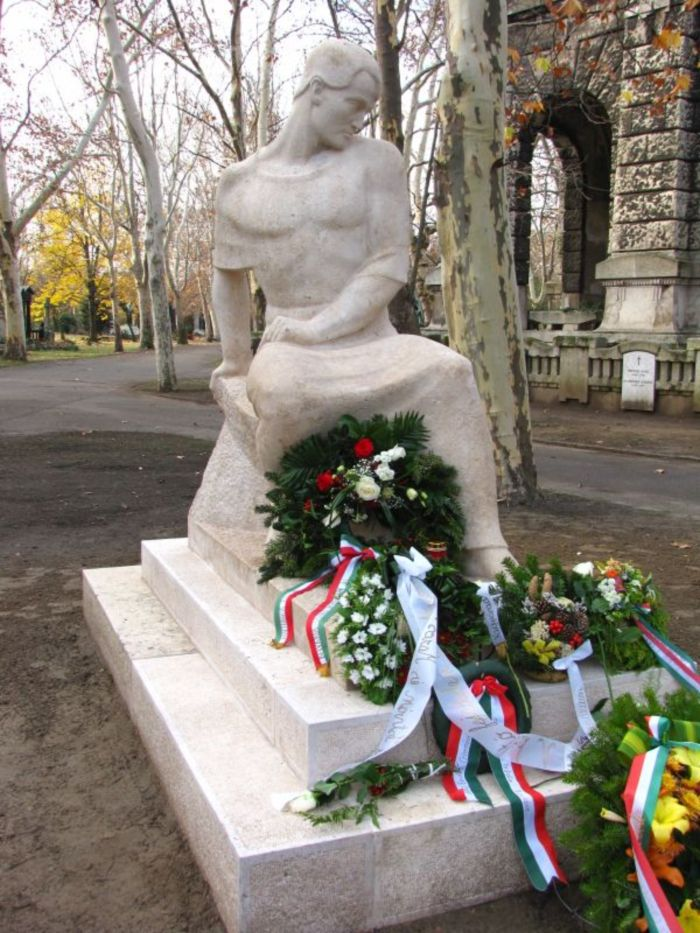
Sírja a Fiumei úti sírkertben (19/1-sziget.)